# José Osvaldo de Meira Penna
José Osvaldo de Meira Penna (Río de Janeiro, 14 de marzo de 1917-Brasilia, 29 de julio de 2017) fue un escritor y diplomático liberal brasileño. 
Fue uno de los exponentes del liberalismo, de la escuela austríaca y del conservadurismo brasileño, miembro de la Sociedad Mont Pèlerin.

## Obras
- 2006: Polemos: uma análise crítica do Darwinismo[4]
- 2004: Nietzsche e a Loucura. ISBN 9788574390543
- 2002: Quando mudam as capitais
- 2002: Da moral em economia[5]
- 2001: Cândido Pafúncio
- 2001: Ai que Dor de Cabeça!. ISBN 9788573726220
- 2001: Urânia. ISBN 8587638645
- 1999: Em Berço Esplêndido - Ensaios de psicologia coletiva brasileira[6]
- 1995: Elefantes e Nuvens
- 1994: A Ideologia do século XX[7]
- 1997: O Espírito das Revoluções[8]
- 1992: Decência já![9]
- 1991: Opção Preferencial Pela Riqueza[10]
- 1988: Utopia Brasileira. ISBN 9788531907548
- 1988: O Dinossauro[11]
- 1982: O Evangelho Segundo Marx
- 1980: O Brasil na idade da Razão
- 1980: Elogio do Burro[12]
- 1974: Em berço esplêndido[6]
- 1972: Psicologia do subdesenvolvimento. ISBN 9788595070042
- 1967: Política externa, segurança e desenvolvimento
- 1948: O sonho de Sarumoto
- 1944: Shanghai - Aspectos Históricos da China Moderna